# مولکولاریته
مولکولاریته در مطالعه سینتیک شیمیایی به تعداد مولکول‌هایی که در یک واکنش ابتدایی (تک مرحله ای) با یکدیگر واکنش داده و محصول را پدیدمی‌آورند، گفته می‌شود. و برابر است با مجموع ضرایب استوکیومتری واکنش دهنده‌ها با برخورد مؤثر (انرژی کافی) و جهت‌گیری صحیح در یک واکنش ابتدایی. بسته به اینکه چند مولکول به هم می‌پیوندند، یک واکنش می‌تواند تک‌مولکولی، دومولکولی یا حتی سه‌مولکولی باشد.

## واکنش‌های تک‌مولکولی
در یک واکنش تک‌مولکولی، یک مولکول منفرد با بازآرایی اتمی، مولکول‌های مختلف را تشکیل می‌دهد. این فرایند را با معادله زیر نشان می‌دهیم:
{\displaystyle {\ce {A -> P}}}
که در آن P به معنی محصول(ها) است. اگر فقط یک مولکول در محصول پدید بیاید، واکنش ایزومری‌شدن رخ داده‌است و اگر بیش از یک مولکول در محصول پدید بیاید، تفکیک رخ داده‌است.
در هر صورت، سرعت واکنش یا مرحله واکنش توسط قانون سرعت مرتبه اول توصیف می‌شود:
{\displaystyle {\frac {d\left[{\ce {A}}\right]}{dt}}=-k_{r}\left[{\ce {A}}\right]\,}
که در آن [A] غلظت گونه A است، t زمان و kr ثابت سرعت واکنش است.
همان‌طور که از معادله قانون سرعت استنباط می‌شود، تعداد مولکول‌های A که از بین می‌روند با تعداد مولکول‌های A موجود متناسب است. مثالی از یک واکنش تک‌مولکولی، ایزومری‌شدن سیکلوپروپان به پروپن است:
واکنش‌های تک‌مولکولی را می‌توان با سازوکار سازوکار لیندمان توضیح داد.

## واکنش‌های دومولکولی
در یک واکنش دومولکولی، دو مولکول با هم برخورد می‌کنند و انرژی بین اتم‌ها یا گروه‌های اتمی رد و بدل می‌شود.
این فرایند را می‌توان با معادله زیر توصیف کرد:
{\displaystyle {\ce {A + B -> P}}}
که مربوط به قانون سرعت مرتبه دوم است:
{\displaystyle {\frac {d[{\ce {A}}]}{dt}}=-k_{r}{\ce {[A][B]}}}
در اینجا، سرعت واکنش متناسب با جمع سرعت واکنش دهنده‌ها است. مثالی از یک واکنش دومولکولی جانشینی هسته‌دوستی از نوع SN2 در متیل بروماید توسط یون هیدروکسید است:
{\displaystyle {\ce {CH3Br + OH^- -> CH3OH + Br^-}}}